# Gran Bretagna ai VII Giochi olimpici invernali
La Gran Bretagna partecipò ai VII Giochi olimpici invernali, svoltisi a Cortina d'Ampezzo, Italia, dal 26 gennaio al 5 febbraio 1956, con una delegazione di 41 atleti impegnati in cinque discipline.